# ギャラクティック・スイート
ギャラクティック・スイート (Galactic Suite) は、スペインバルセロナに本拠を置く、航空宇宙分野の設計を手掛ける企業である。同社が提案した宇宙ホテルの名称としても知られる。

## 宇宙ホテル
ギャラクティック・スイート・スペース・リゾート (Galactic Suite Space Resort) は、ギャラクティック・スイート社が発表した宇宙ホテルである。サービスモジュール、スパ（温泉）モジュール、ルームモジュールという構成で、高度450kmに打ち上げられる。乗客は長期間の訓練を経て、宇宙港からロケットで移動し、3日間滞在ができる予定。代金は一人あたり約300万ユーロとされている。

### 沿革
2007年1月、ザビエル・クララムントやアメリカの航空宇宙学関係者らによって、ギャラクティック・スイート・プロジェクトが発足され、同年8月8日、宇宙ホテルを2012年に開業予定であることを発表した。その後動きはなかったが、いくつかの団体と個人投資家から出資をうけており、2009年11月時点では計画は予定通り進行していると述べていた。しかし、その後も進展はなく、2021年には計画が既にキャンセルされていることが報じられている。